# Polymera (Polymera) geniculata pallipes
Polymera (Polymera) geniculata pallipes is een ondersoort van de tweevleugelige Polymera (Polymera) geniculata uit de familie steltmuggen (Limoniidae). De ondersoort komt voor in het Neotropisch gebied.